# Traktat (gatunek literacki)
Traktat – tekst naukowy w formie rozbudowanej rozprawy, zazwyczaj bardzo obszernej. 
Traktaty podejmują tematykę podstawową dla danej dziedziny wiedzy, grupując i rozważając jej najważniejsze problemy. 
Słowo "traktat" występuje często w tytułach dzieł filozoficznych o takim charakterze (np. Traktat teologiczno-polityczny Barucha Spinozy, Traktat logiczno-filozoficzny Ludwiga Wittgensteina). 
We współczesnej komunikacji naukowej i filozoficznej traktaty zostały wyparte niemal całkowicie przez mniejsze formy.